# Ladislao Cabrera
Juan Ladislao Cabrera Vargas (Totora, Bolivia; 23 de mayo de 1830, Sucre, diciembre de 1921) fue un abogado boliviano. En Bolivia, es considerado héroe de la guerra del Pacífico, debido a su papel en la batalla de Calama, donde lideró la organización de la defensa de la ciudad.

## Biografía
Ladislao Cabrera Vargas nació en Totora, departamento de Cochabamba, un 23 de mayo de 1830. Sus padres, de origen español, fueron Mariano Cabrera Fernández y Manuela Vargas La Faye. Ladislao fue el hermano mayor de los nueve hijos que tuvo la pareja.
Recibió una educación esmerada, estudió abogacía en los claustros de la Universidad de Arequipa, Perú, graduándose en 1854, a los 24 años de edad. Contrajo matrimonio con Petronila Valdez el 31 de agosto de ese mismo año. Tuvo dos hijos: Ma. Esther y Manuel Ladislao.
A la muerte de su padre regresó a Cochabamba, donde también tuvo que experimentar la muerte de su madre. Poco después falleció su esposa. Pese a estas pérdidas, trabajó como maestro y como periodista. En 1863, fue Fiscal de Distrito de La Paz. En 1864 lo nombraron prefecto en Cobija o Puerto La Mar. También asumió la presidencia municipal de Caracoles.
En febrero de 1879, fue él quien avisó al gobierno de Hilarión Daza los hechos dramáticos que vivía el puerto de Antofagasta, el cual había sido ocupado por el ejército chileno el 14 de febrero. luego que Bolivia le declarara la guerra a Chile
Ante el avance del ejército de Chile a Caracoles, y como los residentes bolivianos  junto con algunos personajes como Eduardo Abaroa.
El 23 de marzo de 1879 Calama fue tomada por el ejército chileno, después de una resistencia de los 135 voluntarios de la defensa boliviana. Avaroa y otros valientes defensores cayeron abatidos por las balas enemigas.
Cabrera se vio obligado a evacuar a sus hombres hacia Chiu Chiu y de allí se dirigió a La Paz, donde desempeñó importantes cargos públicos. En 1881 ocupó la presidencia de la República interinamente. Falleció en Sucre, Bolivia, el 24 de diciembre de 1921, cuando ejercía el cargo de ministro de la Corte Suprema de Justicia.

## Batalla de Calama
Fue un personaje muy importante en la defensa de Calama. Enterado del asalto de Antofagasta por parte del ejército chileno, organizó la defensa de Calama junto al subprefecto Fidel Lara y a Eduardo Abaroa. Cabrera logró reunir 135 bolivianos con los que se enfrentó al ejército enemigo.
El ejército chileno contaba con más de 1400 hombres bien armados y entrenados, además de un par de cañones de artillería, lo cual hacía predecible el resultado de la batalla. Cuando frente a la desigualdad de la lucha los oficiales chilenos pidieron la rendición de la centena de civiles mal armados, Cabrera respondió con altivez al ultimátum: “Que sepan los chilenos que los bolivianos no preguntamos cuantos son para presentarles batalla”.
En su honor existe la Provincia de Ladislao Cabrera, en Oruro (Bolivia).

## Traición a Bolivia
A fines del siglo XIX, el diputado Natalio Araujo y muchos otros opositores a la cesión del mar boliviano a Chile, denunciaban toda una trama política para favorecer a los empresarios mineros nacionales, asociados al poder político chileno. Ladislao Cabrera estaba entre los señalados de traición, debido a que en 1884 favorecieron el Tratado de Paz y Amistad con Chile.
En plenas manifestaciones ciudadanas contra la firma de dicho tratado, los Colorados de Bolivia (excombatientes de la guerra del Pacífico, considerados héroes nacionales) reclamaban que se les pague sus pensiones, y Ladislao Cabrera se oponía a tal protesta. El ministro de Hacienda, Fidel Araníbar, se excusaba diciendo que no había recursos económicos para solventar esta pensión, y recomendó a Cabrera exterminar a los manifestantes. En consecuencia, Cabrera ejecutó la orden junto a otros subordinados al gobierno, acabando con la vida de los soldados que habían fortalecido la resistencia contra Chile en la guerra del Pacífico.